# Stelling (wiskunde)

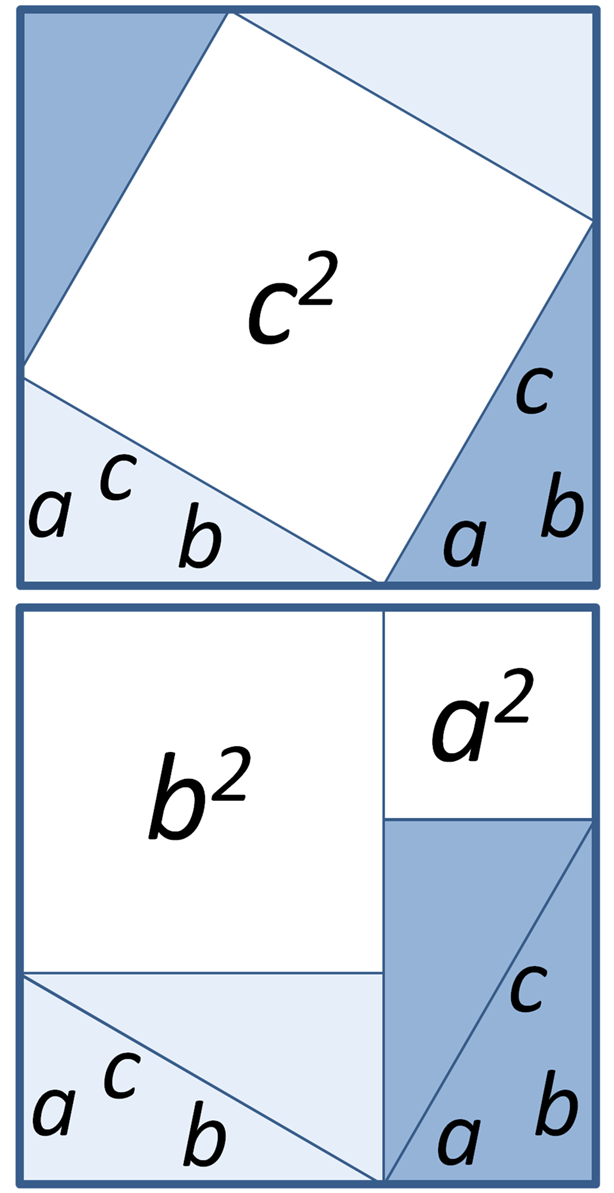
De stelling van Pythagoras heeft ten minste 370 bekende bewijzen.

Een stelling (ook theorema, propositie of these) is in de wiskunde een bewering die op basis van axioma's en eerder bewezen beweringen is bewezen. Om een stelling te bewijzen gebruikt men in de wiskunde de regels van de logica. De afleiding van een stelling wordt vaak geïnterpreteerd als een bewijs van de waarheid van de resulterende uitdrukking, maar, afhankelijk van de betekenis van de afleidingsregels kunnen verschillende deductieve systemen verschillende interpretaties opleveren. Stellingen hebben twee componenten, die respectievelijk de hypothesen en de conclusies worden genoemd. Het bewijs van een wiskundige stelling is een logische redenering, waaruit blijkt dat de conclusies een noodzakelijke gevolgtrekking op basis van de hypothesen zijn, in de zin dat als de hypothesen waar zijn, dat dan de conclusies ook waar moeten zijn, en dit zonder verdere aannames. Het concept van een stelling is daarom fundamenteel deductief, dit in tegenstelling tot de notie van een wetenschappelijke theorie, die empirisch is. Een bewezen stelling kan weer gebruikt worden voor verdere bewijsvoering. Een stelling die speciaal voor dit doel opgesteld wordt heet een hulpstelling of lemma. Twee voorbeelden van bekende wiskundige stellingen zijn de stelling van Pythagoras en de laatste stelling van Fermat.
Hoewel stellingen in een volledig symbolische vorm kunnen worden geschreven, door bijvoorbeeld gebruik te maken van de predicatenlogica, worden stellingen ook vaak uitgedrukt in een natuurlijke taal zoals Nederlands of Engels. Hetzelfde geldt voor bewijzen, die vaak worden uitgedrukt als logisch geordende en helder geformuleerde en bewoorde informele argumenten, bedoeld om te laten zien dat een formele symbolisch bewijs kan worden geconstrueerd. Dergelijke argumenten zijn meestal gemakkelijker te controleren dan louter symbolische. Veel wiskundigen hebben een voorkeur voor een bewijs dat niet alleen de geldigheid van een stelling aantoont, maar dat ook op de een of andere manier uitlegt waarom het bewijs waar is. In sommige gevallen kan een illustratie al voldoende zijn om een stelling te bewijzen. Omdat stellingen in het hart van de wiskunde liggen, zijn zij ook centraal in de esthetica van de wiskunde. Stellingen worden vaak beschreven in termen als "triviaal", "moeilijk", "diep" of zelfs "mooi". Deze subjectieve oordelen variëren niet alleen van persoon tot persoon, maar ook door de tijd: bijvoorbeeld als een bewijs wordt vereenvoudigd of beter wordt begrepen, kan een stelling die eens als moeilijk gold voor sommigen als triviaal worden ervaren. Aan de andere kant kan een diepe stelling eenvoudig worden geformuleerd, maar kan het bewijs verrassende en subtiele verbindingen tussen uiteenlopende deelgebieden van de wiskunde blootleggen. De laatste stelling van Fermat is een bekend voorbeeld van een dergelijke stelling.

## Formele en informele noties
| Vlakke kaart met vijf kleuren |  | Vlakke kaart met vier kleuren |
| Links een vlakke kaart met vijf kleuren zodanig dat twee gebieden met dezelfde kleur elkaar nooit raken. Deze kaart kan op een andere manier (rechts) worden ingekleurd met slechts vier kleuren. De vierkleurenstelling beweert dat een kleurstelling met slechts vier kleuren mogelijk is voor elke vlakke kaart, maar elk bekend bewijs bestaat uit een zoektocht door een computer die voor mensen te lang is om met de hand te controleren. |  |                               |

In logische zin worden vele stellingen in de vorm van een "indicatief voorwaardelijke" geformuleerd: als A, dan B. Een dergelijke stelling beweert niet dat dat B altijd waar is, maar alleen dat B waar moet zijn als ook A waar is. In dit geval wordt A de hypothese van de stelling genoemd (merk op dat "hypothese" hier iets heel anders betekent dan een vermoeden) en wordt B de conclusie genoemd (A en B kunnen alternatief ook worden betiteld als het antecedent en de gevolgtrekking). De stelling "Als n een even natuurlijk getal is, dan is n/2 ook een natuurlijk getal" is een typisch voorbeeld waarin de hypothese luidt dat "n is een even natuurlijke getal" en de conclusie dat "n/2 is ook een natuurlijk getal".
Om te worden bewezen moet een stelling kunnen worden uitgedrukt als een precieze, formele bewering. Toch worden stellingen ook vaak in natuurlijke taal uitgedrukt in plaats van in een volledig symbolische vorm. De reden hiervoor is dat de informele vorm de hiertoe geëquipeerde lezer in staat stelt om uit deze informele bewering de complete formele bewering te reproduceren. De informele vorm is dus een communicatiemiddel. Daarnaast zijn er ook vaak hypothesen die in hun context dienen te worden begrepen, in plaats van dat zij expliciet geformuleerd worden.
Het is in de wiskunde gebruikelijk een aantal hypothesen te kiezen, die binnen een bepaalde theorie worden verondersteld waar te zijn. De theorie van deze hypothesen wordt gedefinieerd als de verzameling van alle bewijsbare stellingen, waarbij deze hypothesen als veronderstellingen worden gebruikt. In dit geval worden de hypothesen die de fundamentele basis (de grondslag) van deze theorie vormen, de axioma's (of postulaten) van deze theorie genoemd. Het deelgebied binnen de wiskunde dat bekendstaat als bewijstheorie bestudeert formele axiomasystemen en de bewijzen die binnen deze systemen kunnen worden uitgevoerd.
Sommige stellingen zijn "triviaal", in de zin dat zij uit de definities, axioma's en andere stellingen op voor de hand liggende manieren volgen en geen verrassende inzichten bevatten. Sommigen stellingen kunnen aan de andere kant "diep" worden genoemd: hun bewijzen kunnen lang en moeilijk zijn en raken deelgebieden van de wiskunde die op het eerste gezicht niets te maken hebben met de bewering van de stelling zelf, of zij kunnen zelfs verrassende verbindingen blootleggen tussen uiteenlopende deelgebieden van de wiskunde. Een stelling kan qua formulering ook eenvoudig zijn en tegelijk toch diep zijn. Een uitstekend voorbeeld hiervan is de laatste Stelling van Fermat en er zijn vele andere voorbeelden van eenvoudige maar diepe stellingen in bijvoorbeeld de getaltheorie en de combinatoriek.
Er zijn stellingen waarvoor een bewijs bekend is, maar waarvoor dit bewijs niet gemakkelijk kan worden opgeschreven. De meest prominente voorbeelden zijn de vierkleurenstelling en het Vermoeden van Kepler. Van beide stellingen weet men alleen dat zij waar zijn doordat zij zijn gereduceerd tot een computationele zoekopdracht die vervolgens door een computerprogramma wordt gecontroleerd. Aanvankelijk wilden vele wiskundigen deze vorm van bewijs niet accepteren, maar in de afgelopen jaren raakt deze vorm van bewijs steeds meer algemeen geaccepteerd. De wiskundige Doron Zeilberger gaat zelfs zover te beweren dat deze twee stellingen wellicht de enige niet-triviale resultaten zijn die wiskundigen ooit hebben bewezen". Veel wiskundige stellingen kunnen worden gereduceerd tot meer eenvoudige berekeningen, waaronder veelterm-, trigonometrische en hypermeetkundige identiteiten.

## Relatie met bewijs
De notie van een stelling is diep verweven met het concept van een wiskundig bewijs. Een wiskundige bewering is alleen een stelling als er een bewijs of bewijzen bekend zijn. Om de geldigheid van een wiskundige bewering vast te stellen moet het bestaan van een redenering worden aangetoond, die onmiddellijk volgt uit de axioma's en andere reeds eerder bewezen stellingen binnen het systeem.
Hoewel het bewijs nodig is om een stelling te produceren, maakt het bewijs geen deel uit van de stelling. Hoewel er van een stelling meer dan een bewijs bekend kan zijn, volstaat een enkel bewijs om de geldigheid van de stelling definitief vast te stellen. De stelling van Pythagoras en de wet van de kwadratische reciprociteit zijn kanshebbers voor de titel van de stelling met het grootste aantal verschillende bewijzen.

## Stellingen in de logica
In de logica, met name in het gebied van de bewijstheorie, beschouwt men stellingen als beweringen (de zogenaamde formules of welgevormde formules) van een formele taal. Er moet voorzien zijn in een verzameling van deductieregels, ook wel transformatieregels of afleidingsregels genoemd. Deze deductieregels vertellen precies wanneer een formule kan worden afgeleid uit een verzameling premisses.
Verschillende verzamelingen van afleidingsregels geven aanleiding tot verschillende interpretaties van wat het voor een uitdrukking betekent om een stelling te zijn. Sommige afleidingsregels en formele talen zijn bedoeld om wiskundige redeneringen vast te leggen; de meest voorkomende voorbeelden maken gebruik van eerste-orde logica. Andere deductieve systemen beschrijven herschikkingen van termen, zoals de herleidingsregels voor de λ-calculus.
De definitie van stellingen als elementen binnen een formele taal staat resultaten in de bewijstheorie toe, die de structuur van formele bewijzen en de structuur van de bewijsbare formules bestuderen. Het beroemdste resultaat is de onvolledigheidsstelling van Gödel; door stellingen uit de elementaire getaltheorie weer te geven als uitdrukkingen in een formele taal, en vervolgens deze formele taal binnen de getaltheorie weer te geven, slaagde Gödel er in om voorbeelden van beweringen te construeren waarvoor geldt dat noch de bewering zelf noch zijn negatie bewijsbaar zijn.

## Relatie met wetenschappelijke theorieën
Stellingen in de wiskunde en theorieën in de natuurwetenschap verschillen fundamenteel met betrekking tot hun epistemologie. Een wetenschappelijke theorie kan niet worden bewezen; haar belangrijkste kenmerk is haar falsifieerbaarheid, dat wil zeggen dat een wetenschappelijk theorie voorspellingen doet over de natuurlijke wereld die toetsbaar zijn door experimenten. Elk verschil tussen voorspelling en experiment toont de onjuistheid van de wetenschappelijke theorie aan, of beperkt ten minste haar nauwkeurigheid of domein van geldigheid. Wiskundige stellingen zijn aan de andere kant puur abstracte formele beweringen: het bewijs van een stelling kan nooit worden verkregen op basis van experimenten of andere empirische bewijsstukken op dezelfde manier als dat dergelijke bewijsstukken wordt gebruikt om wetenschappelijke theorieën te ondersteunen.

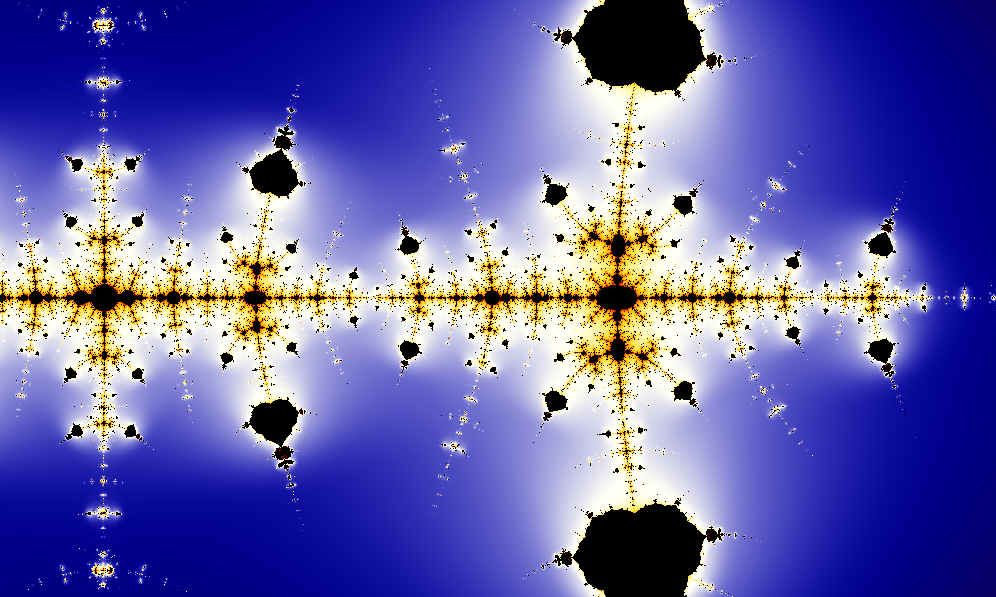
Het Vermoeden van Collatz: een manier om haar complexiteit te illustreren is de iteratie uit te breiden van de natuurlijke getallen naar de complexe getallen. Het resultaat is een fractal, die (in overeenstemming met universaliteit) op de Mandelbrotverzameling lijkt.

Niettemin het bovenstaande is er wel degelijk een zekere mate van empirisme en gegevensverzameling betrokken bij de ontdekking van wiskundige stellingen. Door een patroon te ontdekken, tegenwoordig vaak door gebruik te maken van krachtige computers, krijgen wiskundigen een idee van wat zij kunnen bewijzen. In sommige gevallen komen zij zo op het spoor van een plan hoe tot een bewijs te komen. Het Vermoeden van Collatz is bijvoorbeeld geverifieerd voor startwaarden tot ongeveer 2,88 × 10 18 en de Riemann-hypothese is gecontroleerd voor de eerste 10 biljoen nullen van de zèta-functie. Geen van deze twee beweringen wordt echter als bewezen beschouwd.
Dergelijke empirisch verkregen bewijzen gelden dus niet als wiskundig bewijs. Het Vermoeden van Mertens is bijvoorbeeld een bewering over natuurlijke getallen, waarvan men nu denkt dat hij onwaar is, dit hoewel er geen expliciet tegenvoorbeeld bekend is (dat wil zeggen een natuurlijk getal n, waarvoor de Mertens-functie M(n) gelijk is aan of groter is dan de vierkantswortel van n): alle getallen kleiner dan 1014 hebben de Mertens-eigenschap, en van het kleinste getal dat niet over deze Mertens-eigenschap beschikt weten wij alleen dat dit kleiner is dan het exponentiële getal van 1,59 × 1040, dat is ongeveer 10 tot de macht 4,3 × 1039. Omdat het aantal deeltjes in het universum wordt algemeen wordt geschat op minder dan 10 tot de macht 100 (een googol), is er op dit moment geen hoop om een expliciet tegenvoorbeeld van het Vermoeden van Mertens te vinden door uitputtend zoeken met behulp van computers.
Merk op dat het woord "theorie" ook in de wiskunde bestaat, om een hoeveelheid wiskundige axioma's, definities en stellingen aan te geven, zoals in de groepentheorie. Er bestaan ook "stellingen" in de natuurwetenschap, in het bijzonder in de natuurkunde en de ingenieurskunst, maar deze kennen vaak beweringen en bewijzen, waarin natuurkundige veronderstellingen en intuïtie een belangrijke rol spelen; de natuurkundige axioma's, waarop deze "stellingen" zich baseren, zijn zelf falsifieerbaar.

## Terminologie
Stellingen worden vaak aangeduid met verschillende andere termen: het eigenlijke label "stelling" wordt gereserveerd voor de belangrijkste resultaten, terwijl minder belangrijke of een andere manier onderscheiden resultaten, worden benoemd door andere woorden, steeds net met een andere lading.
- Een propositie is een bewering die niet geassocieerd wordt met een bepaalde stelling. Deze term connoteert soms een bewerking met een eenvoudig bewijs, of is een elementair gevolg van een definitie die moet worden geformuleerd. Een propositie is duidelijk genoeg om geen bewijs te vereisen. Het woord propositie wordt soms gebruikt voor het beweringsdeel van een stelling.
- Een lemma is een "pre-stelling", een bewering die deel uitmaakt van het bewijs van een grotere stelling. Het onderscheid tussen stellingen en lemmata is nogal arbitrair, omdat een belangrijk resultaat van de ene wiskundige misschien een kleine claim is voor een andere wiskundige. Het lemma van Gauss en het lemma van Zorn zijn bijvoorbeeld voor sommige auteurs interessant genoeg om deze lemmata zelfstandig en niet als bouwsteen in het bewijs van een andere, meer omvattende stelling, te presenteren.
- Een corollarium is een propositie die met weinig of geen bewijs volgt uit een andere stelling of definitie. Dat wil zeggen dat propositie B een corollarium van een propositie A is als B gemakkelijk kan worden gededuceerd uit A.
- Een claim is een noodzakelijk of onafhankelijk interessant resultaat dat deel kan uitmaken van het bewijs van een andere bewering. Ondanks de naam moeten claims wel worden bewezen.

Er bestaan nog andere, minder gebruikte termen, die traditioneel verbonden aan reeds eerder bewezen beweringen zijn verbonden. Hierdoor wordt aan bepaalde stellingen gerefereerd door middel van hun historische of gebruikelijke namen.
Voorbeelden zijn:
- Identiteit wordt gebruikt voor stellingen die een gelijkheid tussen twee wiskundige uitdrukkingen poneren. Voorbeelden hiervan zijn identiteit van Euler en de identiteit van Vandermonde.
- Regel, gebruikt voor bepaalde stellingen, zoals de regel van Bayes, de cosinusregel en de regel van Cramer, die alle drie nuttige formules vaststellen.
- Wet. Voorbeelden hiervan zijn de wet van de grote getallen.[3]
- Principe. Voorbeelden hiervan zijn het principe van Harnack, het bovengrens en ondergrensprincipe en het duiventilprincipe.
- Een conversie is een reciproque stelling. Als een stelling bijvoorbeeld beweert dat A gerelateerd is aan B, dan zou de omgekeerde inhouden dat B gerelateerd is aan A. Het omgekeerde van een stelling hoeft niet altijd waar te zijn.

Een paar bekende stellingen hebben nog eigenzinnigere namen. Het delingsalgoritme is een stelling die de uitkomst van een deling tussen natuurlijke getallen en meer in het algemeen ringen uitdrukt, terwijl de Banach-Tarskiparadox een stelling uit de maattheorie is, die paradoxaal is, in de zin dat hij volstrekt in tegenspraak is met de gebruikelijke intuïties met betrekking tot volumes in de driedimensionale ruimte.
Een onbewezen stelling, waarvan men gelooft dat deze waar is, wordt een vermoeden (of soms een hypothese genoemd, maar hier met een andere betekenis dan de hierboven besprokene). Om als een vermoeden te worden beschouwd, moet een bewering meestal openbaar zijn gemaakt, op welk punt de naam van de proponent verbonden kan worden aan het vermoeden, zoals bij het Vermoeden van Goldbach. Andere beroemde vermoedens zijn het Vermoeden van Collatz en de Riemann-hypothese.

## Voetnoten
1. ↑  (en)  Diepe stelling op MathWorld.
2. ↑  (en)  Opinie 51
3. ↑  Het woord wet kan ook verwijzen naar een axioma, een afleidingsregel, of in de kansrekening, een kansverdeling.